# Misumenoides depressus
Misumenoides depressus is een spinnensoort in de taxonomische indeling van de krabspinnen (Thomisidae).
Het dier behoort tot het geslacht Misumenoides. De wetenschappelijke naam van de soort werd voor het eerst geldig gepubliceerd in 1891 door Octavius Pickard-Cambridge.